# Weißes Haus (Galerie)
Die Galerie Weißes Haus war eine Galerie für Video- und Medienkunst von Thomas Wegner in Hamburg. Sie war die erste kommerzielle Kunstgalerie in diesem Gebiet in Deutschland. Die Galerie arbeitete mit Künstlern wie Nam June Paik, James Turrell, Marie-Jo Lafontaine, Fabrizio Plessi und Thorbjørn Lausten.

## Geschichte
Die Galerie wurde 1989 in Wegners Privatwohnsitz, einer Jugendstilvilla an der Alster namens das Weiße Haus, gegründet und hatte bis 1990 jeden Donnerstag für Besucher geöffnet. 1991 zog sie in die Admiralitätstraße 71 auf der Fleetinsel, wo Anfang der 90er Jahre eine Galeriegemeinschaft für zeitgenössische Kunst entstand, und wurde in Weißer Raum umbenannt. 
Thomas Wegner beschäftigte sich schon in jungen Jahren mit Medienkunst, er selbst inszenierte Konzerte im alten Elbtunnel, in den Botanischen Gärten und dem Planetarium im Hamburger Stadtpark. Nach dem Verkauf seiner Kette für Unterhaltungselektronik konzentrierte er sich vollständig auf die Zusammenarbeit mit Künstlern und die Organisation von Ausstellungen und Medienkunstevents.

## Ausstellungen

### Weißes Haus
- 1989: Nam June Paik[3]
- 7. September – 2. November 1989: Stephan von Huene
- 23. November 1989 – 15. Februar 1990: Marie-Jo Lafontaine
- 22. Februar – 10. Mai 1990: Thorbjørn Lausten
- 10. Mai – 28. Juni 1990: Klaus vom Bruch

### Weißer Raum
- 14. Februar – 27. April 1991: Ingo Günther, „Shaheed“
- 6. September – 30. November 1991: Fabrizio Plessi, „La Stanza del Mare“
- 3. April – 27. Juni 1992: Bernhard Leitner
- 25. September – 28. Dezember 1992: James Turrell[4]
- 4. September – 31. November 1994: Fabrizio Plessi, „Paris Paris“
- 4. Februar – 29. April 1995: Ulrike Rosenbach
- 2. Mai – 30. Juni 1995: Giovanni Albanese, „Extracomunitariextra“
- 1995: Yvonne Goulbier